# Публий Автроний Пет
Вижте пояснителната страница за други личности с името Публий Автроний Пет.
Публий Автроний Пет (на латински: Publius Autronius Paetus) е римски сенатор от 1 век пр.н.е. и участник в заговора на Катилина.
Произлиза от плебейската фамилия Автронии. През 75 пр.н.е. Автроний, заедно с Марк Тулий Цицерон, e квестор и 73 пр.н.е. легат в Гърция при проконсул Марк Антоний Кретик.
Той е избран за консул за 65 пр.н.е. заедно с Публий Корнелий Сула, но след това те са обвинени от сина на загубелия при консулските избори Луций Манлий Торкват и осъдени заради ambitus (подкуп). Той и колегата му са изхвърлени от сената и подменени от двамата нови консула – Луций Аврелий Кота и Луций Манлий Торкват. След това той се присъединява към Луций Сергий Катилина и участва в неговия заговор през 63 пр.н.е. При разкриването на заговора той се отказва от защита и след това е изгонен в Епир.